# 加異勒
加异勒，印度古港口名，在今印度南部东岸的卡异尔（Cail）镇，位北纬八度三十九分。科摩林角东北之卡亚帕塔纳姆（Kayalpatanam），塔姆纳帕尔尼河畔土提科林以南的丹勃拉帕尼河口附近。
加一见于中国元朝史籍，明朝又译为加异城、加益。《郑和航海图》作翼城。为东西方商人来往必经之地。威尼斯旅行家马可波罗曾于1288和1299年先后二次访问该城。公元13世纪时，是往来波斯湾、红海和中国间的船只靠泊之处，又为采珠业中心之一。

## 延伸阅读
[在维基数据编辑]
 《欽定古今圖書集成·方輿彙編·邊裔典·加異勒部》，出自陈梦雷《古今圖書集成》
 《明史卷三百二十六》，出自《明史》